# Atlapetes melanocephalus
Atlapetes melanocephalus là một loài chim trong họ Emberizidae.